# 高松宮妃癌研究基金
公益財団法人高松宮妃癌研究基金（たかまつのみやひがんけんきゅうききん）は、高松宮妃喜久子が創設したがんの撲滅を目的に活動する日本の公益財団法人（財団法人時代の旧主務官庁は、文部科学省）。現総裁は常陸宮正仁親王。
主たる事務所は、東京都港区に置かれる。

## 発足までの経緯
初代総裁である高松宮妃喜久子は、母である徳川實枝子を1933年にがんで亡くして以来、がん撲滅のため活動に参加するようになった。戦後、喜久子の女子学習院時代の学友を中心に、がん研究のための慈善事業を目的とした任意団体「なでしこ会」が結成された。その後、なでしこ会の活動趣旨に賛同する寄付が多くなったことから高松宮妃癌研究基金の設立が決まった。

## 沿革
- 1968年　法人設立、初代総裁に宣仁親王妃喜久子が就任
- 1971年　機関紙『CANCER』創刊
- 2001年　第2代総裁に寛仁親王が就任、宣仁親王妃喜久子は名誉総裁に就任
- 2004年　名誉総裁・宣仁親王妃喜久子薨去
- 2010年　公益財団法人へ移行登記
- 2012年　第2代総裁・寬仁親王薨去、第3代総裁・常陸宮正仁親王就任